# El extraño viaje
Pour plus de détails, voir Fiche technique et Distribution.
El extraño viaje est un classique du cinéma espagnol, réalisé par Fernando Fernán Gómez et sorti en 1964.
Le point de départ du film, dont le titre signifie « l'étrange voyage » en français, est un fait divers authentique connu comme le crime de Mazarrón. Le scénario se base sur une idée originale de Luis García Berlanga.

## Distribution
- Carlos Larrañaga : Fernando
- Tota Alba : Ignacia Vidal
- Lina Canalejas : Beatriz López
- Jess Franco : Venancio Vidal
- Rafaela Aparicio : Paquita Vidal
- María Luisa Ponte : Doña Teresa
- Carola Fernán Gómez : Pilar Gómez Ferrer[1]

## Récompenses et distinctions
- El extraño viaje est récompensé en 1969 par le Círculo de Escritores Cinematográficos de la Médaille du Meilleur film[2].